# Église Saints-François-et-Matthieu de Naples
L'église Saints-François-et-Matthieu est une petite église baroque du centre historique de Naples, située vico lungo San Matteo. Elle dépend de l'archidiocèse de Naples.

## Histoire

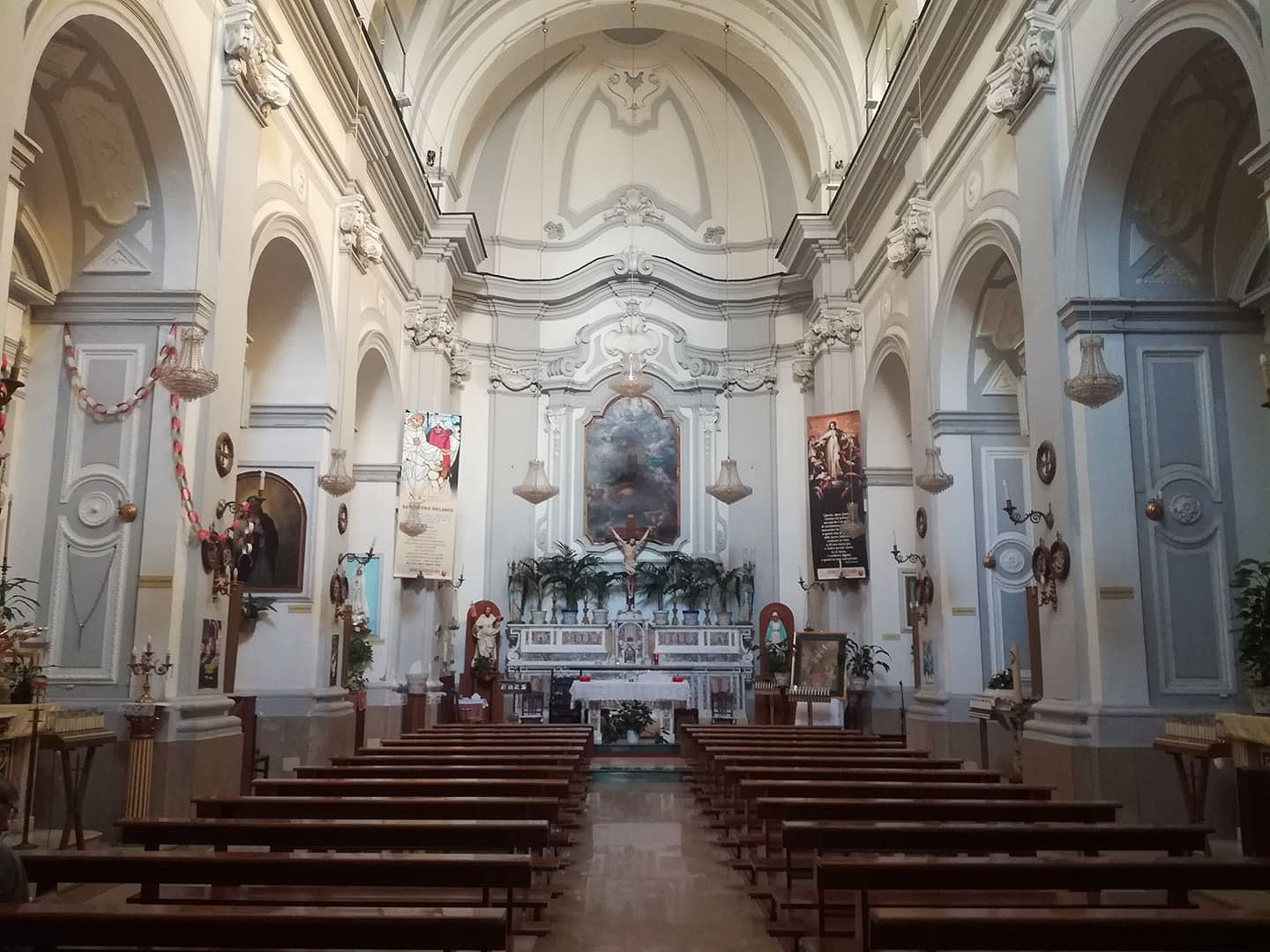
Intérieur de l'église.

L'église est fondée en 1587 par la corporation des cochers qui la fait consacrer à saint François d'Assise. Quelques mois plus tard, les cochers ne peuvent plus se réunir dans cette église et elle est cédée aux franciscains. Ceux-ci à cause du manque d'aumônes reçues des fidèles doivent bientôt la céder à leur tour. En 1588, elle est acquise par un groupe de fidèles locaux qui la remanient en style baroque, grâce à l'aide de leurs confrères de Saint-Matthieu. 
À l'époque du vice-roi, sa maison annexe accueille un régiment de soldats espagnols, puis une prison de prostituées.
L'église est ouverte au culte.